# 진 그레이
진 그레이(Jean Grey)는 마블 코믹스 세계관에 등장하는 등장인물이다.
진 그레이는 자신이 상상하는 모든 것을 현실화 시키는 능력을 가지고 있다. 진 그레이의 능력은 무한의 능력이 있기 때문에 지금까지 나온 능력들이 다는 아니다. 어떤이들은 진이 모든 돌연변이의 어머니 같은 존재 혹은 최초의 돌연변이 능력이라고도 한다.
엑스맨 시리즈에서 팜커 얀선과 소피 터너가 연기 하였다.